# Uukwanyama

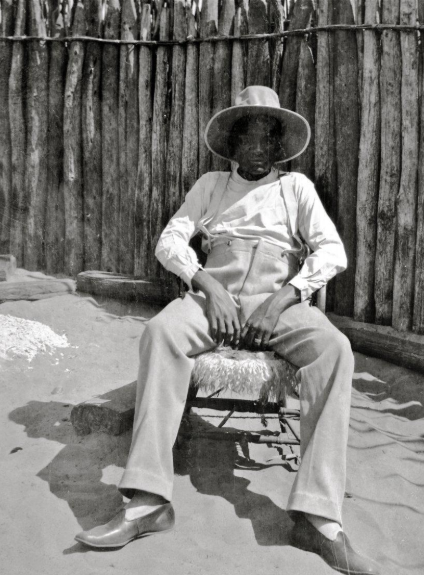
Mandume yaNdemufayo

Die Uukwanyama oder Oukwanyama (sprachlich bezeichnet uu eigentlich das Land der Kwanyama und nicht den Clan bzw. die Person selber) sind ein Clan der Ovambo im hohen Norden Namibias. Sie sind seit 1996 als traditionellen Verwaltung mit Sitz in Ohangwena bzw. Omhedi anerkannt. Ihnen steht der Ohamba als König vor. Dies ist seit 2005 Martha Kristian (Martha Mwadinomho waKristian yaNelumbu). Sie ist die erste weibliche Führerin in der Geschichte der Uukwanyama.
Die Uukwanyama sprechen OshiKwanyama.
Ihr bekanntester König war Mandume yaNdemufayo († 1917). An ihn erinnert seit 2013 das König-Mandume-Museum in Omhedi.